# Ceresium flavipes
Ceresium flavipes är en skalbaggsart som först beskrevs av Johan Christian Fabricius 1793.
Ceresium flavipes ingår i släktet Ceresium och familjen långhorningar. Artens utbredningsområde är Laos, Madagaskar, Filippinerna och Taiwan. Inga underarter finns listade i Catalogue of Life.